# Bãi bồi

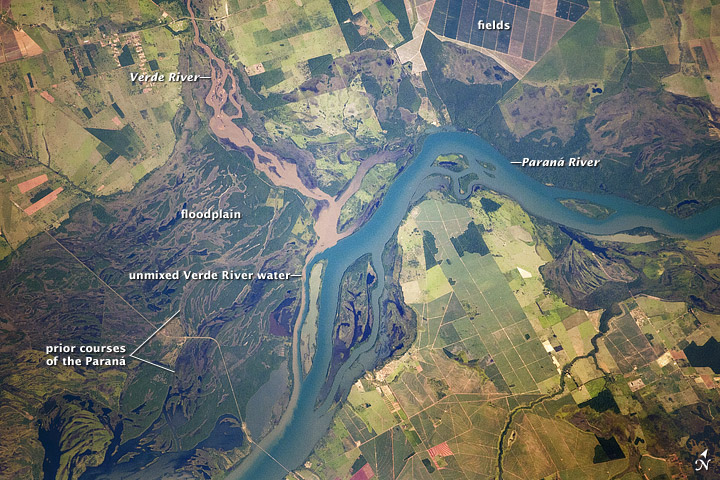
Bãi bồi sông Paraná, Brasil. Ảnh vệ tinh, 2012.

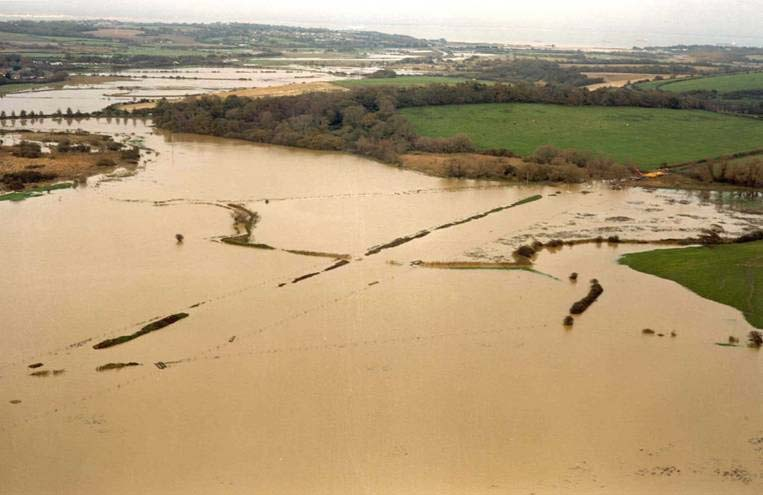
Ảnh bãi bồi bị ngập 10 năm 1 lần ở đảo Wight

Bãi bồi là bộ phận đáy thung lũng tương đối rộng và khá bằng phẳng, được bao phủ bằng lớp trầm tích aluvi hay bồi tích và chỉ bị ngập lụt vào mùa mưa lũ. Trong địa mạo học, bãi bồi được chia thành 2 bậc là bãi bồi thấp và bãi bồi cao. Bãi bồi thấp là thành phần thường xuyên bị ngập nước, còn bãi bồi cao chỉ ngập nước trong một số trường hợp nhất định như lũ, hay triều cường. Bãi bồi là một dạng địa hình đang trong quá trình bồi tụ và nâng cao lên. Trong một số trường hợp do hoạt động kiến tạo nâng lên hoặc do mực xâm thực cơ sở hạ thấp, bãi bồi không còn bị ngập nước thì được gọi là thềm.